# Manhattan Melodrama
Manhattan Melodrama er en amerikansk kriminalfilm fra 1934, instrueret af W. S. Van Dyke og produceret af Metro-Goldwyn-Mayer. Den har Clark Gable, William Powell og Myrna Loy i hovedrollerne.
Filmen havde også en tidlig rolle til Mickey Rooney, der spillede Gables karakter som barn. Filmen handler om to forældreløse drenge der forbliver venner selvom de er vokset på på hver sin side af loven og forelsker sig i den samme kvinde.
Manuskriptet er baseret på en historie af Arthur Caesar, der vandt en Oscar for bedste historie i 1935.